# サラリーマンどんと節 気楽な稼業と来たもんだ
サラリーマンどんと節 気楽な稼業と来たもんだ (サラリーマンどんと節 - 簡単な仕事です), 枝川弘監督、川崎敬三、ハナ肇とクレージーキャッツ主演の1962年の日本のコメディ映画。植木等のヒット曲「スーダラ節」に続く第2弾。原作・脚色は前作『スーダラ節 わかっちゃいるけどやめられない』の青島幸男と高橋二三。「七人のあらくれ」の枝川弘監督が監督したサラリーマンコメディ。撮影は『明日を呼ぶ港』の秋野友宏。

## ストーリー
三日月物産の信州信濃支社のお気楽な仕事ぶりはちょっとひどい。支社長以下、全くやる気が無い。そればかりか、会社の経費で連日、料亭で飲んでいる有様だ。一生懸命働いているのは中卒で見習社員の柏木陽介だけである。陽介の父親は支社の用務員で、親子二代で真面目に働いている。
信濃支社の業績不振を社長が聞きつけ、引き締めのために社長の息子が異動して来ることになる。パニックに陥った支社長らは御曹司に実態が露見しないようにと一計を案じるが、彼らが一番気になるのは陽介が自分たちのひどい実態を社長の息子に暴露しないかということだった。そこで陽介を懐柔するためにあの手この手を考える。しかし、陽介は複数の女性を使った色仕掛けや縁談紹介にも引っ掛からず、やがて支社長の魂胆を理解するに至る。
支社長の実態を目の当たりにして、また、自分の恋愛が上手くいかないことから、支社での勤務に嫌気が差した陽介は会社を辞めると申し出る。一方、陽介の父親は陽介の気持ちを察し、陽介の北海道支社への転勤を支社長に願い出る。良い厄介払いが出来ると、支社長もそれに応じる。
いよいよ社長の息子が到着する。帳簿を調べた息子はすぐに支社長以下の怠慢を見抜く。支社長は謝罪し、それに対して社長の息子は、過去のことは水に流し、これからは頑張ってくれと支社長に言い渡す。
陽介が両親の見送りを受け、北海道への赴任のために列車に乗り込むと、支店長の娘・孝子が席にやって来て、「ご一緒しても良いですか」と尋ねる。

## スタッフ
- 監督 : 枝川弘
- 脚色 : 高橋二三
- 原作 : 青島幸男
- 企画 : 竹谷豊一郎
- 撮影 : 秋野友宏
- 美術 : 千田隆
- 音楽 : 萩原哲晶
- 録音 : 飛田喜美雄
- 照明 : 渡辺長治
- スチル : 沓掛恒一

## キャスト
- 柏木洋介 : 川崎敬三
- 柏木仁作 : 見明凡太朗
- 柏木あや : 浦辺粂子
- 大島 : 潮万太郎
- 大島孝子 : 万里昌代
- 大島豊子 : 目黒幸子
- 八田ひろみ : 浜田ゆう子
- ぽん太 : 弓恵子
- 浅井久枝 : 三浦友子
- 柴山 : 早川雄三
- 伊吹 : 丸山修
- 前田: 三角八郎
- 小西文五郎 : 高村栄一
- 小西哲夫 : 網中一郎
- 安田庄市 : 大辻伺郎
- 自転車屋の亭主 : 中田勉
- B・GＡ : 浜美奈子
- B・GＢ : 清原万栖子
- B・GＣ : 藤野千佳子
- 女将 : 竹里光子
- 本社人事課長 : 夏木彰
- ひろみの父: 大山健二
- ひろみの母 : 耕田久鯉子
- 巫女 : 結城千里
- スーダラ社員ハナ : ハナ肇 (クレージーキャッツ)
- スーダラ社員植木 : 植木等 (クレージーキャッツ)
- スーダラ社員谷 : 谷啓 (クレージーキャッツ)
- スーダラ社員犬塚 : 犬塚弘 (クレージーキャッツ)
- スーダラ社員石橋 : 石橋エータロー (クレージーキャッツ)
- スーダラ社員桜井 : 桜井センリ (クレージーキャッツ)
- スーダラ社員安田 : 安田伸 (クレージーキャッツ)

## 同時上映
- 『仲よし音頭 日本一だよ』

## 映像ソフト
- 1992年1月24日に徳間書店からビデオソフト（VHS）が発売・レンタルされたが、既に廃盤、2014年1月24日に角川書店からDVDが発売された。